# Lüdershausen
Lüdershausen is een plaats in de Duitse gemeente Brietlingen, deelstaat Nedersaksen, en telt 491 inwoners.